# Cazaux-Savès
Cazaux-Savès település Franciaországban, Gers megyében. Lakosainak száma 329 fő (2022. január 1.). Cazaux-Savès Castillon-Savès, Endoufielle, Labastide-Savès, Noilhan és Pompiac községekkel határos.

## Népesség
A település népességének változása:
| Lakosok száma | 137  | 120  | 134  | 224  | 300  | 313  | 315  | 323  | 328  | 329  |
|               | 1968 | 1982 | 1990 | 2006 | 2013 | 2015 | 2017 | 2019 | 2020 | 2022 |